# عطية الشمراني
عطية الشمراني مواليد 27 مارس 1995 في السعودية، هو لاعب كرة قدم سعودي يلعب في نادي بيشة.
كانت بداياته مع النادي الأهلي في الفئات السنية ووقع مع نادي النجوم في عام 2017 و وقع مع نادي الوشم في عام 2019 وانتقل إلى نادي بيشة في عام 2024.

## روابط خارجية
- عطية الشهراني على موقع Soccerway.com (الإنجليزية)